# Élections législatives de 1981 dans l'Aude
Les élections législatives françaises de 1981 dans l'Aude se déroulent le 14 juin 1981.

## Élus
| Circonscription | Député sortant    | Parti | Parti | Député élu ou réélu | Parti | Parti |
| --------------- | ----------------- | ----- | ----- | ------------------- | ----- | ----- |
| 1re             | Joseph Vidal      |       | PS    | Joseph Vidal        |       | PS    |
| 2e              | Pierre Guidoni    |       | PS    | Pierre Guidoni      |       | PS    |
| 3e              | Jacques Cambolive |       | PS    | Jacques Cambolive   |       | PS    |

## Positionnement des partis
La majorité sortante UDF-RPR-CNIP se présente sous le sigle « Union pour la nouvelle majorité », le Parti communiste sous l'étiquette « majorité d'union de la gauche »

## Résultats

### Résultats à l'échelle du département
|                | Parti socialiste                   | 75 875  | 50,50  | 3 |  |  |
|                | Parti communiste français          | 30 276  | 20,15  | 0 |  |  |
|                | Majorité présidentielle            | 106 151 | 70,65  | 3 |  |  |
|                |                                    |         |        |   |  |  |
|                | Union pour la démocratie française | 24 590  | 16,37  | 0 |  |  |
|                | Rassemblement pour la République   | 15 732  | 10,47  | 0 |  |  |
|                | Union pour la nouvelle majorité    | 40 322  | 26,84  | 0 |  |  |
|                |                                    |         |        |   |  |  |
|                | Divers gauche                      | 2 938   | 1,96   | 0 |  |  |
|                | Lutte ouvrière                     | 835     | 0,56   | 0 |  |  |
|                |                                    |         |        |   |  |  |
| Inscrits       | Inscrits                           | 205 216 | 100,00 | 3 |  |  |
| Abstentions    | Abstentions                        | 51 973  | 25,33  |   |  |  |
| Votants        | Votants                            | 153 243 | 74,67  |   |  |  |
| Blancs et nuls | Blancs et nuls                     | 2 997   | 1,96   |   |  |  |
| Exprimés       | Exprimés                           | 150 246 | 98,04  |   |  |  |

### Résultats par circonscription

#### Première circonscription (Carcassonne)
|                | Joseph Vidal sortant réélu | PS             | 24 660 | 50,19  |  |  |  |
|                | Nicole Bertrou             | UDF (PR)       | 12 616 | 25,68  |  |  |  |
|                | Maurice Martin             | PCF            | 11 019 | 22,43  |  |  |  |
|                | Maurice Poujade            | LO             | 835    | 1,70   |  |  |  |
|                |                            |                |        |        |  |  |  |
| Inscrits       | Inscrits                   | Inscrits       | 68 945 | 100,00 |  |  |  |
| Abstentions    | Abstentions                | Abstentions    | 18 760 | 27,21  |  |  |  |
| Votants        | Votants                    | Votants        | 50 185 | 72,79  |  |  |  |
| Blancs et nuls | Blancs et nuls             | Blancs et nuls | 1 055  | 2,1    |  |  |  |
| Exprimés       | Exprimés                   | Exprimés       | 49 130 | 97,9   |  |  |  |

#### Deuxième circonscription (Narbonne)
|                | Pierre Guidoni sortant réélu | PS             | 27 905 | 50,12  |  |  |  |
|                | Jacques Slacik               | PCF            | 12 860 | 23,10  |  |  |  |
|                | Christiane Bros              | UDF (PR)       | 11 974 | 21,51  |  |  |  |
|                | Jean Antagnac                | Divers gauche  | 2 938  | 5,28   |  |  |  |
|                |                              |                |        |        |  |  |  |
| Inscrits       | Inscrits                     | Inscrits       | 77 026 | 100,00 |  |  |  |
| Abstentions    | Abstentions                  | Abstentions    | 20 218 | 26,25  |  |  |  |
| Votants        | Votants                      | Votants        | 56 808 | 73,75  |  |  |  |
| Blancs et nuls | Blancs et nuls               | Blancs et nuls | 1 131  | 1,99   |  |  |  |
| Exprimés       | Exprimés                     | Exprimés       | 55 677 | 98,01  |  |  |  |

#### Troisième circonscription (Castelnaudary - Limoux)
|                | Jacques Cambolive sortant réélu | PS             | 23 310 | 51,30  |  |  |  |
|                | Jean-Pierre Cassabel            | RPR (UNM)      | 15 732 | 34,62  |  |  |  |
|                | Marie-Jeanne Rivera             | PCF            | 6 397  | 14,08  |  |  |  |
|                |                                 |                |        |        |  |  |  |
| Inscrits       | Inscrits                        | Inscrits       | 59 245 | 100,00 |  |  |  |
| Abstentions    | Abstentions                     | Abstentions    | 12 995 | 21,93  |  |  |  |
| Votants        | Votants                         | Votants        | 46 250 | 78,07  |  |  |  |
| Blancs et nuls | Blancs et nuls                  | Blancs et nuls | 811    | 1,75   |  |  |  |
| Exprimés       | Exprimés                        | Exprimés       | 45 439 | 98,25  |  |  |  |